# Soap MacTavish
John "Soap" MacTavish byla hlavní postava a protagonista v příběhu herní série Call of Duty. Nejprve se objevuje jako hlavní hratelná postava v roce 2007 video hry Call of Duty 4: Modern Warfare, kde je součástí Special Air Service (SAS) jako sniper a odborník na demolici. Od května 2009 se prodalo přes 13 milionů kopií této hry.
Později se objeví v pokračování hry vydané v listopadu 2009 s názvem Call of Duty: Modern Warfare 2, kde hraje jako hlavní postava v posledních třech misích. Naposledy se objevil v díle Call of Duty: Modern Warfare 3, který byl vydán v listopadu 2011. V obou hrách je Soap MacTavish kapitánem a polním velitlem Task Force 141 společně s kapitánem Johnem Pricem.
Postavu Soapa MacTavishe namluvil skotský herec Kevin McKidd.

## Přehled
John "Soap" MacTavish hraje klíčovou roli v příběhu Call of Duty 4: Modern Warfare, kde se nachází v přední linii skupiny SAS, konkrétně v Bravo 6 týmu kapitána Price, v boji proti ultra-nacionalistům. V Call of Duty 4: Modern Warfare hráč zažije děj očima Soapa MacTavishe, avšak některé mise byly hrány z jiných postav. Pozdější hry představují Soapa jako nehratelnou postavu (NPC), která bojuje po boku s hratelnou postavou. Nicméně v Call of Duty: Modern Warfare 2 převezme hráč v posledních třech misích kontrolu nad Soapem. Ve finální hře série se Soap objeví jako hratelná postava pouze pro první misi a po zbytek děje je pak NPC.
MacTavish je později zabit v akci ve hře Call of Duty: Modern Warfare 3 v misi, kde je cílem zavraždit Vladimíra Makarova. Byl zabit explozí, kvůli které ztratil hodně krve.